# 森下涼子
森下 涼子（もりした りょうこ、1973年7月3日 - ）は、日本の女優。本名：佐藤 佳代（さとう かよ）。旧芸名：森下 桂（もりした けい）。千葉県柏市出身。

## 来歴・人物
文化学院デザイン科卒業。
「So-en」で、モデルデビュー。
アイドル系の女優「森下桂」（後に現在の芸名「森下涼子」に改名）として『先生のお気に入り』等のドラマやCMで活動していた。
1993年に「赤いシリーズ復活作」と意気込んで製作した『赤い迷宮』の主演以後、主として昼ドラマでの活動が増加。
1995年には整髪料のCMの中で長かった髪をバッサリと切るシーンが話題となった。
『砂の城』『緋の稜線』『真珠夫人』などに出演し、愛憎劇に欠かせないキャラクターとして人気を博していたが、2005年の『第一級殺人弁護』以降はTVや映画出演、マスメディアへの出演がないため、事実上の休業状態である。
本名の「佐藤佳代」は、岡田有希子の本名と同姓同名。

## 出演

### テレビドラマ
- 大江戸捜査網（1990年、TX）
- 先生のお気に入り（1991年、TBS） - 井出かおる 役
- 悪いこと 第17回「啓示」（1992年8月27日、CX）
- NIGHT HEAD 第1話「REAL PSI（念力）」（1992年、CX）
- クリスマス・イヴ、運命のめぐり愛・あの人に美しい婚約者がいた…（1992年12月24日、ANB）
- 正しい結婚（1993年1月 - 3月、東海テレビ / 東宝） - 谷川由里子 役
- パパっ子ちゃん（1993年4月 - 6月、YTV）
- 赤い迷宮（1993年、TBS） - 酒井妙子 役
- 土曜ワイド劇場（ANB）
  - 「山村美紗サスペンス　受験戦争殺人時代」（1994年3月5日）
  - 「離婚したい女たち〜旅は道連れ死体連れ!東京－高松、主婦は三くだり半で推理する」（1995年6月3日、ANB）
  - 「温泉医殺人事件カルテ1」（2001年1月20日） - 柏木夏子 役
  - 「変装婦警の事件簿 #2 豪華クルーザーお見合いパーティー連続殺人」（2001年9月8日） - 横山静香　役
  - 「牟田刑事官VS終着駅の牛尾刑事　合同捜査　森村誠一の＜敵＞エネミイ　最愛の家族を殺された四人の復讐同盟!」（2001年12月29日）
  - 「第一級殺人弁護1 鑑定証拠・罠にはまった依頼人とイルカDNAの秘密、大逆転!」（2002年6月8日） - 立花由加里 役
  - 「第一級殺人弁護2 被害者の妻と加害者の妻が争うビデオの秘密」（2003年6月28日） - 立花由加里 役
  - 「ぽっかや事件カルテ4 名物温泉医が解く小児科医殺しと美しき逃亡者の謎　安曇野〜穂高〜諏訪湖」（2004年1月17日）
  - 「第一級殺人弁護3 横浜の肝っ玉かあさん殺人事件」（2005年3月19日） - 立花由加里 役
- 火曜サスペンス劇場「移動指紋　無実の殺人事件のアリバイを死んでも言えない窓ぎわ会社人間の絶体絶命」（1994年7月12日、NTV）
- 男嫌い（1994年、TBS）
- 暴れん坊将軍（ANB/東映）
  - 暴れん坊将軍VI 第48話「盗賊の娘」（1995年） - お清 役
  - 暴れん坊将軍VIII 第18話「口づけが起こした波紋」（1998年） - 佐知 役
  - 暴れん坊将軍X 第22話「運命のいたずら!父の仇に恋した女」（2000年） - ひろ 役
  - 暴れん坊将軍XII 第7話「疑惑の家督相続!吉宗と二世を誓った女」（2002年） - 梅弥 役
- いつの日かその胸に（1994年、TBS） - 増田みちる 役
- 花王ファミリースペシャル「シリーズ女の厄年2 恋がほしい!　すっかりその気で」（1995年1月22日、KTV）
- 江戸の用心棒II 第10話「大江戸ゴミ騒動」（1995年、NTV） - お咲 役
- 水戸黄門（TBS / C.A.L）
  - 第24部 第6話「お髭を染めた黄門さま -大坂-」（1995年10月23日） - おゆき 役
  - 第25部 第25話「罠を仕掛けた釣り天井 -高山-」（1997年6月16日） - おふさ 役
  - 第27部 第29話「不良娘が流した涙-行田-」（1999年10月11日） - お久美 役
  - 第28部 第21話「意地と涙の人形芝居-淡路-」（2000年8月7日） - 染丸 役
  - 第29部 第18話「渡る世間に鬼はなし-善光寺-」（2001年7月30日） - おきち 役
- 月曜ドラマスペシャル（TBS）
  - 「ダンスパートナー連続殺人　社交ダンス界に渦まく欲望と嫉妬」（1996年8月19日） - 千秋 役
  - 「監察医薮野善次郎4　死体は知っている」（1997年12月1日） - 婦人警官・美子 役
  - 「痛快!バツイチ・トリオ 女だけの便利屋事件簿3」（1999年11月8日）
- ひとりっ子同志（1996年、TBS）
- 大岡越前（TBS / C.A.L）
  - 第14部 第22話「母ふたり情けのお白洲」（1996年11月18日） - お君 役
  - 第15部 第2話「殺しを見ていたお茶道具」（1998年8月31日） - おきみ 役
- はみだし刑事情熱系（テレビ朝日）
  - PART2 第2話（1997年10月15日） - 片桐よし子 役
  - PART3 第14話（1999年） - 岡本早苗 役
- 東海テレビ製作昼ドラマ（THK）
  - 砂の城（1997年） - 磐城美百合 役（第7話 - 第34話）
  - 緋の稜線（1998年、THK） - 各務（胡桃沢） 瞳子 役
  - 真珠夫人（2002年） - 杉野登美子 役
- 鏡は眠らない（1997年、NHK）
- 金曜エンタテイメント（CX）
  - 「お気らく主婦の豪華エステリゾート殺人事件1」（1998年1月16日） - 佐藤恵美子 役
  - 「浅見光彦シリーズ8 平家伝説殺人事件」（1999年7月2日） - 稲田佐和 役
  - 「山村美紗サスペンス　京都女優シリーズ3 京都怪奇伝説殺人事件」（2001年6月15日） - 石田みどり 役
  - 「真珠夫人〜完結版〜 二年待って、きれいな体のままであなたのもとに…」（2002年9月27日）
  - 「壁ぎわ税務官 ライバル登場編」（2002年10月11日） - 県特別考査室長・桐生麗 役
  - 「京都喰い道楽 古本屋探偵ミステリー1 井原西鶴伝説〜好色一代男に秘められた謎〜」（2002年12月5日）
  - 「津軽海峡ミステリー航路2」（2003年1月31日） - 西崎真貴子
  - 「壁ぎわ税務官2確定申告編　悪質な脱税徹底的に取り立てます」（2003年3月21日） - 県特別考査室長・桐生麗 役
- こいまち 第6話「伊豆・伊東男知らず39才女の大恋愛…操、守ります!」（1999年、KTV）
- バースデイ〜こちら椿産婦人科〜 第9話「優柔不断の夫とキャリアの妻・破局した二人に突然の妊娠宣告」（1999年、TX） - 河村直子 役
- 痛快!三匹のご隠居 第4話「一升飯を食う女 腹が減っては仇討ちできぬ」（1999年、テレビ朝日） - 松波多加 役
- 青い鳥症候群（1999年、テレビ朝日） - 藤沢香織 役
- 月曜ミステリー劇場（TBS）
  - 「山村美紗サスペンス　検視官江夏冬子6　京都女人伝説殺人事件」（2001年8月20日） - 二条景子 役
  - 「陰の季節4 失踪」（2002年10月28日） - 丸谷エミ子 役
  - サスペンス特別企画「長く孤独な誘拐」（2004年2月2日） - 羽村真佐子 役
- NHK大河ドラマ 「葵 徳川三代」第42話「二条城行幸」（2000年、NHK） - 秀忠四女・初姫 役
- 君が教えてくれたこと 第1話「私はひとりじゃない?」（2000年、TBS） - 矢口有希 役
- 柳橋慕情 第14話「ちぎれた望み」（2000年、NHK）
- ワンダフル恐怖ストーリー 040（vol.15〜vol.16）「覗き穴」前編・後編（2000年6月21日・22日、TBS）
- HERO 第4話「彼に教わったこと」（2001年、CX） - 小山田美奈子 役
- 十手人 第5話（2001年、ANB）
- ビギナー 第3話「黒いパンツを見た・・・・」（2003年、CX）
- 八丁堀の七人 第4シリーズ 第8話（2003年2月24日、ANB）
- 世にも奇妙な物語2003 秋の特別編「鍵」（2003年9月18日、CX）
- 水曜女と愛とミステリー 「夏樹静子サスペンス　訃報は午後二時に届く」（2003年12月10日、TX） - 大北志麻子 役
- FIRE BOYS 〜め組の大吾〜 第3話「森に消えた救急隊」（2004年、CX） - 律子 役

### バラエティ
- クイズ日本人の質問（NHK総合）
- M10（テレビ朝日）
- ドリフ大爆笑（フジテレビ）
- 志村けんのバカ殿様（フジテレビ）
- Dr.コパの住まいる風水（LaLa TV）

### 映画
- 君を忘れない（1995年） - 佐伯明子 役
- 山田ババアに花束を（1990年） - ユキコ 役

### CM
- 明星食品 どでかラーメン（1990年）
- 伊勢半 キスミーシャインリップ（1990年）
- 競輪イメージキャラクター（1994年） - 中村あずさと共演
- ライオン　free&free（1995年） - 高木美保と共演
- JR東海
- 増進会出版社 Z会
- 日本コカ・コーラ　コカ・コーラ
- 富士通 PM2400F
- ハウス食品　フルーチェ・カレーマルシェ・バーモントカレー・スープスパゲティ・ジャワカレー・完熟トマトのハヤシライスソース・黒豆ココア・こくまろカレー・北海道シチュー・特選生わさび ほか多数（1993年・1998年 - 2004年）

### ビデオ
- 青木雄二の銭道シリーズ
  - 銭道（2004年、東映ビデオ株式会社）
  - 銭道2借金地獄抜け道指南
  - 銭道3なにわ金融指南

## 関連人物
- 中村あずさ（CMなどで共演）
- 緒形直人